# Anna Maria Hall
Anna Maria Hall, född Fielding 6 januari 1800 i Dublin, Irland, död 30 januari 1881 i Devon Lodge, East Moulsey, England, var en irländsk författare. Hon skrev under namnet Mrs. S.C. Hall.

## Biografi
Hall bodde tillsammans med sin mor, änkan Sarah Elizabeth Fielding, och sin styvfar George Carr till dess att hon var 15 år. Därefter flyttade hon och modern till London och den 20 september 1824 gifte sig dottern med författaren Samuel Carter Hall. 
Halls första litterära verk var Master Ben, vilket publicerades i The Spirit and Manners of the Age i januari 1829. Tillsammans med andra verk publicerades detta i samlingsvolymen Sketches of Irish Character samma år. Hall kom därefter att verka som yrkesförfattare och 1830 utgav hon barnlitteraturverket Chronicles of a School-Room, vilket innehöll flera kortare berättelser. 1831 utkom en andra volym med titeln Sketches of Irish Character. En av berättelserna, The Buccaneer, utspelar sig under protektoratet och bland rollfigurerna återfinns Oliver Cromwell. Hall publicerade också flera texter i den av maken redigerade tidskriften New Monthly Magazine. Dessa utgavs i bokform 1838. En av dessa, The Groves of Blarney, dramatiserades med framgång 1838 och spelades under en hel säsong på teatern Adelphi.
1840 skrev Hall romanen Marian, or a Young Maid's Fortunes, av många ansedd som hennes bästa. Hon fortsatte att skriva fram till 1870-talet. Hall avled den 30 januari 1881.

## Verk översatta till svenska
- Farbror Fredriks kassaskrin. Fristunderna, 99-1609885-9 ; 1. Stockholm: Sigfrid Flodin. 1870. Libris 1545651 Troligen översatt till svenska av Amanda Kerfstedt.